# 太初 (南涼)
太初（たいしょ）は、五胡十六国時代、南涼の君主禿髪烏孤の治世で使用された元号。397年正月 - 399年12月。

## 西暦・干支との対照表
| 太初 | 元年  | 2年   | 3年   |
| 西暦 | 397年 | 398年 | 399年 |
| 干支 | 丁酉  | 戊戌  | 己亥  |